# Agomiut
Agomiut (Aggomiut), pleme Eskima koje nastanjuje sjever Baffinove zemlje koja graniči s Lancaster soundom, sastoji se od dvaju podplemena — Tununirusirmiut na zapadu, oko Admiralty inleta, i Tununirmiut na istoku, oko Eclipse sounda (danas Tasiujaq). Bave se lovom na narvale i bijele kitove na Eclipse soundu, a u potrazi za tuljanima ponekad prelaze led na sanjkama do sjevernog Devona, gdje dolaze u kontakt s domorocima zemlje Ellesmere.
Agomiuti pripadaju Baffinovim Eskimima, jedna su od njihove 3 skupine, ostale dvije su Akudnirmiut i  Oqomiut. 